# هيرمان أنشوتس-كيمبفه
هيرمان أنشوتس-كيمبفه (بالألمانية: Hermann Anschütz-Kaempfe)‏ (و. 1872 – 1931 م) هو مخترع، ومهندس من ألمانيا . ولد في تسفايبروكن .
توفي في ميونخ .

## أعمال بارزة
من أهم أعماله:
- بوصلة دوارة.